# رجل الذئب الشجيري
رجل الذئب الشجيري (الاسم العلمي:Lycopodium suffruticosum) هو نوع من النباتات يتبع جنس رجل الذئب من فصيلة الرجل ذئبية.